# Krátká Ves
Krátká Ves – wieś i gmina w Czechach, w powiecie Havlíčkův Brod, w kraju Wysoczyna. 1 stycznia 2014 liczyła 140 mieszkańców.